# Hugo Araya
Hugo Eduardo Araya Tobar (AFI:ˈu.ɣo a.ˈɾa.ʝa) (San Vicente de Tagua Tagua, Región del Libertador General Bernardo O'Higgins, Chile, 26 de diciembre de 2000), es un futbolista chileno, juega de guardameta y su equipo actual es Cobreloa de la Primera División de Chile.

## Trayectoria
Comenzó a entrenar como arquero desde pequeño, empezando su entrenamiento con el profesor particular Mauricio Daza. Luego, fue a probarse a Magallanes, para luego partir a Cobreloa.
A los 16 años partió a Calama para completar su formación profesional, donde pudo disputar la final del torneo de Clausura del fútbol joven de Chile en categoría sub-19. Debuta en el profesionalismo en el 2 de junio de 2019, válido por la jornada 15 del torneo Primera B de Chile 2019, en el Estadio Municipal Joaquín Muñoz García, entrando en calidad de titular y jugando todo el encuentro ante el oponente Deportes Santa Cruz. El resultado fue de derrota por 1 gol.
Tras ser suplente de Maximiliano Velazco primero y de Matías Cano después, durante la temporada 2023 se consolida como titular del conjunto loíno, transformándose en una de las piezas importante del equipo que se consolidó campeón de Primera B de la temporada.

## Selección nacional

### Selección juvenil
Integró el seleccionado que participó en la Copa Mundial de Fútbol Sub-17 de 2017.
| Mundial                     | Sede  | PJ | Goles | Resultado      |
| --------------------------- | ----- | -- | ----- | -------------- |
| Sudamericano Sub-17 de 2017 | Chile | 0  | 0     | Subcampeón     |
| Mundial Sub-17 de 2017      | India | 0  | 0     | Fase de grupos |

### Selección adulta
Para la Fecha FIFA de junio de 2023, fue nominado a la selección adulta por el entrenador Eduardo Berizzo de cara a los partidos ante sus similares de Cuba, República Dominicana y Bolivia. El 11 de junio de 2023, fue suplente en la victoria de Chile ante Cuba por 3:0.

## Clubes
| Club             | Div.          | Temporada     | Liga  | Liga  | Copas nacionales | Copas nacionales | Torneos internacionales | Torneos internacionales | Total | Total |
| Club             | Div.          | Temporada     | Part. | Goles | Part.            | Goles            | Part.                   | Goles                   | Part. | Goles |
| ---------------- | ------------- | ------------- | ----- | ----- | ---------------- | ---------------- | ----------------------- | ----------------------- | ----- | ----- |
| Cobreloa · Chile | 2.ª           | 2019          | 1     | 0     | —                | —                | —                       | —                       | 1     | 0     |
| Cobreloa · Chile | 2.ª           | 2020          | 3     | 0     | —                | —                | —                       | —                       | 3     | 0     |
| Cobreloa · Chile | 2.ª           | 2021          | 2     | 0     | 1                | 0                | —                       | —                       | 3     | 0     |
| Cobreloa · Chile | 2.ª           | 2022          | 7     | 0     | 1                | 0                | —                       | —                       | 8     | 0     |
| Cobreloa · Chile | 2.ª           | 2023          | 30    | 0     | 6                | 0                | —                       | —                       | 36    | 0     |
| Cobreloa · Chile | 2.ª           | 2024          | 2     | 0     | 0                | 0                | —                       | —                       | 2     | 0     |
| Cobreloa · Chile | Total club    | Total club    | 45    | 0     | 8                | 0                | 0                       | 0                       | 53    | 0     |
| Total carrera    | Total carrera | Total carrera | 45    | 0     | 8                | 0                | 0                       | 0                       | 53    | 0     |
| 1. 2.            |               |               |       |       |                  |                  |                         |                         |       |       |

## Palmarés

### Campeonatos nacionales
| Título    | Equipo   | País  | Año  |
| --------- | -------- | ----- | ---- |
| Primera B | Cobreloa | Chile | 2023 |